# Benjamim Antonio da Rocha Faria
Benjamim Antonio da Rocha Faria (Rio Grande do Sul, 9 de abril de 1853 – Rio de Janeiro, 26 de janeiro de 1936) foi um médico brasileiro.
Foi eleito membro da Academia Nacional de Medicina em 1897, na presidência de Antonio José Pereira da Silva Araújo, com o número acadêmico 180.
O nome do Hospital Estadual Rocha Faria, localizado na Zona Oeste da cidade do Rio de Janeiro, foi escolhido em sua homenagem, em 1940.